# Barbie Ferreira
Barbara Seppe Ferreira, dite Barbie Ferreira, née le 14 décembre 1996 à New York, dans le Queens, est une  actrice et mannequin américaine.

## Biographie
Barbara Linhares Ferreira naît à New York, dans l'arrondissement du Queens, avant de s'installer à Maywood, dans le New Jersey. Elle fréquente le lycée Hackensack. D’origine brésilienne, elle est élevée par sa mère, sa tante et sa grand-mère.

## Carrière
En 2016, le magazine Time la nomme parmi les « 30 adolescents les plus influents ».
Elle commence sa carrière d'actrice en 2019 dans la série Euphoria.

## Filmographie

### Longs métrages
- 2020 : Unpregnant de Rachel Goldenberg : Bailey Butler[5]
- 2022 : Nope de Jordan Peele : Nessie
- 2024 : Bob Trevino Likes It de Tracie Laymon : Lily Trevino
- 2024 : House of Spoils de Bridget Savage Cole et Danielle Krudy : Lucia
- 2025 : Mile end Kicks de Chandler Levack : Grace Pine (également protectrice exécutive; filming)
- Prochainement : Faces of Death de Daniel Goldhaber

### Séries télévisées
- 2018 : Divorce : Ella
- 2022 : Robot Chicken : Cathy Andrews (voix - 1 épisode)
- 2022 : The Afterparty : Willow (épisode 7)
- 2019 - 2022 : Euphoria : Katherine « Kat » Hernandez

### Émissions
- 2017 : New York Minute : elle-même

### Théâtre
- 2024 : Cult of Love de Leslye Headland et Tripp Cullman (Broadway)

### Clips
Apparitions
- 2016 : Boy Problems de Carly Rae Jepsen
- 2017 : Prune, You Talk Funny de Gus Dapperton

Réalisation
- 2018 : So Cool de Dounia Tazi